# Saint-Sylvère
Saint-Sylvère est une municipalité du Québec (Canada) située dans la municipalité régionale de comté de Bécancour et la région administrative du Centre-du-Québec.

## Toponymie
Elle est nommée en l'honneur du Pape Silvère.

## Géographie
La rivière Bécancour délimite le sud-ouest de la municipalité en coulant vers le nord-ouest.
À partir de son crénon, dans le centre, la rivière Gentilly Sud-Ouest coule vers le nord-ouest.
La  rivière Sauvage traverse la pointe sud-est du territoire en coulant vers le nord. 

## Démographie
Saint-Sylvère est la troisième municipalité du Québec avec la plus grande proportion de germanophones, 8 % de la population peut parler l'allemand.
| 1996 | 2001 | 2006 | 2011 | 2016 | 2021 |
| ---- | ---- | ---- | ---- | ---- | ---- |
| 863  | 840  | 686  | 865  | 791  | 786  |

## Administration
Les élections municipales se font en bloc pour le maire et les six conseillers.
| Saint-Sylvère Maires depuis 2005                                                                                     |                 |                                      |          |
| Élection | Maire           | Qualité                              | Résultat |
| 2005 | Claude Beaudoin |                                      | Voir     |
| 2009 | Claude Beaudoin | Voir                                 |          |
| 2013 | Adrien Pellerin |                                      | Voir     |
| 2017 | Adrien Pellerin | Voir                                 |          |
| 2021 | Sylvie Tanguay  | Suspension par CMQ (janv.-avr. 2023) | Voir     |
| Élection partielle en italique Depuis 2005, les élections sont simultanées dans toutes les municipalités québécoises |                 |                                      |          |